# 진유숭

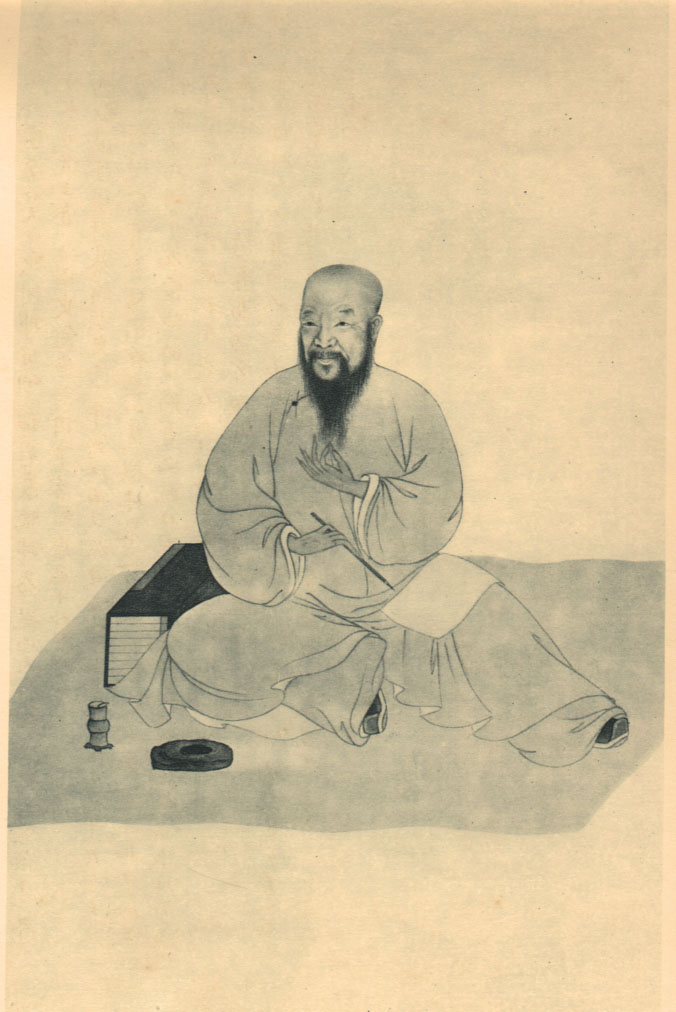

진유숭(陳維崧, 1625년~1682년)은 중국의 문인이다. 왕사정·송완 등과 함께 '강좌의 3봉황'이라 불리었다. 50세에 과거에 급제하여 벼슬길에 올라 명나라의 역사를 맡아 썼다. 그는 10세에 문장을 지어 낸 천재로, 웅장하고 화려한 시풍의 시를 썼는데 만년에는 우울한 시풍으로 변하였다. 아름다운 수염으로 '진염'이라고도 불린다.